# Zincowoodwardita
La zincowoodwardita és un mineral de la classe dels sulfats, que pertany al grup de la woodwardita. És l'anàleg de zinc de la woodwardita. Es tracta d'un sulfat hidratat bàsic amb l'estructura de la hidrotalcita.

## Classificació
Segons la classificació de Nickel-Strunz, la zincowoodwardita pertany a «07.D - Sulfats (selenats, etc.) amb anions addicionals, amb H₂O, amb cations de mida mitjana només; plans d'octaedres que comparteixen vores» juntament amb els següents minerals: felsőbanyaïta, langita, posnjakita, wroewolfeïta, spangolita, ktenasita, christelita, campigliaïta, devil·lina, ortoserpierita, serpierita, niedermayrita, edwardsita, carrboydita, glaucocerinita, honessita, hidrohonessita, motukoreaïta, mountkeithita, wermlandita, woodwardita, zincaluminita, hidrowoodwardita, shigaïta, natroglaucocerinita, nikischerita, lawsonbauerita, torreyita, mooreïta, namuwita, bechererita, ramsbeckita, vonbezingita, redgillita, calcoalumita, nickelalumita, kyrgyzstanita, guarinoïta, schulenbergita, theresemagnanita, UM1992-30-SO:CCuHZn i montetrisaïta.

## Característiques
La zincowoodwardita és un sulfat de fórmula química Zn1-xAlx(OH)₂[SO₄]x/2·nH₂O. Presenta dos politips estructurals: la zincowoodwardita-1T que cristal·litza en el sistema triclínic, i la zincowoodwardita-3R que cristal·litza en el sistema trigonal. La seva duresa a l'escala de Mohs és 1.

## Formació i jaciments
Sol aparèixer en intercreixements dels politips estructurals 1T i 3R. S'ha trobat associada a serpierita, ktenasita, zaccagnaïta i cuprita. Ha estat descrita a França, Alemanya, Grècia, Itàlia, Eslovàquia i Suïssa.